# Andreï Sousline
Pour les articles homonymes, voir Sousline.
Ne doit pas être confondu avec cet autre mathématicien russe : Mikhaïl Yakovlevich Souslin (1894-1919).
Andreï Aleksandrovitch Sousline (en russe : Андре́й Алекса́ндрович Су́слин, transcription anglophone : Suslin) est un mathématicien soviétique puis russe né le 27 décembre 1950 à Léningrad (Russie soviétique) et mort le 10 juillet 2018 à Saint-Pétersbourg (Russie), qui a apporté des contributions majeures à l'algèbre, en particulier à la K-théorie algébrique et ses liens avec la géométrie algébrique.

## Carrière
Andreï Sousline a obtenu son doctorat de l'université de Léningrad en 1974.
En 1976, Andreï Sousline et Daniel Quillen ont démontré, indépendamment, la « conjecture de Serre » sur la trivialité des fibrés vectoriels algébriques sur un espace affine.
En collaboration avec Alexander Merkurjev, Sousline a démontré en 1982 le « théorème de Merkurjev-Sousline », qui concerne le groupe de Brauer.
Sousline a été orateur invité au Congrès international des mathématiciens de 1978, 1986 et 1994, donnant même une conférence plénière à celui 1986. Il a reçu en 2000 le prix Cole en algèbre pour ses travaux sur la cohomologie motivique. En 2010, le Journal of K-theory et les Documenta Mathematica ont édité chacun un numéro spécial en l'honneur de son 60e anniversaire.